# Ulrich Bremsteller
Ulrich Bremsteller (* 19. Januar 1937 in Breslau; † 12. März 2025 in Hildesheim) war ein deutscher Organist und Hochschullehrer.

## Leben
Ulrich Bremsteller ist Sohn des Kirchenmusikers Gerhard Bremsteller. Die Familie zog 1947 nach Magdeburg, wo der Vater zum Kirchenmusiker am Dom berufen wurde. Bremsteller erhielt den ersten Orgelunterricht bei seinem Vater. Er studierte anschließend bei Günther Ramin, Robert Köbler und Kurt Thomas an der Hochschule für Musik und Theater „Felix Mendelssohn Bartholdy“ Leipzig.
1958–1960 wirkte er als Organist am Magdeburger Dom. Anschließend zog er nach West-Berlin und wirkte zunächst als Organist an der Kirche zum Heilsbronnen, wo er auch einen Chor aufbaute, und dann an der Grunewaldkirche. Ab 1972 war er Kirchenmusiker an der Marienkirche in Flensburg. 1975 wurde er Professor an der Hochschule für Musik, Theater und Medien Hannover. 1992–2008 war er Titularorganist an der Konzerthalle Georg Philipp Telemann in Magdeburg.
Er verstarb am 12. März 2025 in Hildesheim.

## Schüler (Auswahl)
- Arvid Gast (* 1962), Organist und Professor für Orgel an der Musikhochschule Lübeck
- Thiemo Janssen (* 1966), Organist und Kirchenmusiker
- Gerhard Luchterhandt (* 1964), Musiktheoretiker, Kirchenmusiker und Organist
- Torsten Meyer (* 1973), Sänger, Hochschullehrer und Kirchenmusiker
- Ulfert Smidt (* 1958), Kirchenmusiker und Hochschullehrer
- Martin Sander (* 1963), Organist und Professor